# Dubréka (prefektur)
Dubréka är en prefektur i Guinea.   Den ligger i regionen Kindia, i den västra delen av landet, 80 km norr om huvudstaden Conakry. Antalet invånare är 131 000. Arean är 4 350 kvadratkilometer. Dubréka gränsar till Boffa, Gaoual, Télimélé, Kindia, Coyah, Forécariah, Conakry och Fria. 
Följande samhällen finns i prefekturen:
- Tondon
- Dubréka